# Persea glabra
Persea glabra là một loài thực vật thuộc họ Lauraceae. Đây là loài đặc hữu của Brasil.